# Staatsschuldenquote in der Schweiz
Die Staatsschuldenquote der Schweiz gibt das Verhältnis zwischen den schweizerischen Staatsschulden einerseits und dem schweizerischen nominalen Bruttoinlandsprodukt andererseits an.

## Entwicklung in den letzten Jahren
Die Staatsschuldenquote der Schweiz ging zwischen 2008 und 2013 zurück. Entsprach die Staatsverschuldung von 286,5 Mrd. Franken Ende 2008 einer Staatsschuldenquote von 50,5 %, so erreichte die Staatsschuldenquote Ende 2013 angesichts eines Schuldenstandes von dann inzwischen 290,9 Mrd. Franken einen Wert von 48,3 %.

## Prognostizierte Entwicklung
Der Internationale Währungsfonds geht davon aus, dass die Staatsschuldenquote der Schweiz bis Ende 2019 bei einem Schuldenstand von dann 270,7 Mrd. Franken auf 38,9 % zurückgeht.